# Gmina Mooste
Gmina Mooste (est. Mooste vald) – gmina wiejska w Estonii, w prowincji Põlva.
W skład gminy wchodzi:
- 1 miasto: Mooste,
- 14 wsi: Jaanimõisa, Kaaru, Kadaja, Kanassaare, Kastmekoja, Kauksi, Laho, Rasina, Savimäe, Suurmetsa, Säkna, Säässaare, Terepi oraz Viisli.